# Оганезов, Левон Саркисович
Лево́н Сарки́сович (Леонтий Сергеевич) Оганезов (выступал также под именем Леон Оганезов; род. 25 декабря 1940, Москва) — советский и российский пианист, композитор, актёр и телеведущий. Народный артист России (2010).

## Биография
Родился 25 декабря 1940 года в Москве; отец Саркис Артёмович Оганезов был мастером-обувщиком, мать Мариам Сергеевна Оганезова (в девичестве Карумова) — домохозяйкой.
Учился в Центральной музыкальной школе. Окончил Музыкальное училище им. Ипполитова-Иванова, затем в 1967 году Московскую консерваторию по классу фортепиано. Неоднократно побеждал на фортепианных конкурсах. С 1959 года работает в Москонцерте.
Был соведущим телевизионных программ «Клуб „Белый попугай“», «Суета вокруг рояля», «Добрый вечер с Игорем Угольниковым» (1997) и «Жизнь прекрасна». Снялся в нескольких фильмах. Как аккомпаниатор работал со многими известными артистами (Клавдия Шульженко, Олег Анофриев, Валентина Толкунова, Иосиф Кобзон, Андрей Миронов, Владимир Винокур, Лариса Голубкина, Ян Осин, Максим Галкин и другие). Был равноправным участником спектакля В. Винокура «Выхожу один я…» (автор А. Арканов, реж. А. Ширвиндт); как актёр участвовал в спектакле Московского театра сатиры «Прощай, конферансье!».
Гастроли Левона Оганезова проходят во многих городах России и за рубежом. В составе программы «Парад пародистов» гастролировал в США. Лауреат премии «Золотой Остап» за юмор в музыке (1998).
В 2007 году в соавторстве с Александром Хаминским запатентовал модель «Электрический клавишный музыкальный инструмент», имеющую функцию смены раскладки клавиатуры, что позволяет использовать её как праворуким, так и леворуким исполнителям․

## Фильмография
- 1982 — На эстраде Владимир Винокур —
- 1991 — След дождя — бармен
- 1993 — Несравненная — Станислав Сонки, преподаватель вокала
- 2003 — Ключ от спальни — тапёр
- 2004 — Чердачная история — тапёр в ресторане
- 2005 — Продаётся дача — Левон
- 2006 — Рельсы счастья (сериал) — композитор

## Звания
- Заслуженный артист России (1993)[2][7].
- Благодарность Министра культуры Российской Федерации (25 декабря 2003) — за многолетний плодотворный труд и большой вклад в развитие музыкального искусства[8]
- Народный артист России (2010)

## Мюзиклы
- 2012 — автор музыкальной концепции мюзикла «Времена не выбирают» в Театре мюзикла

## Семья
Жена (с 1969 года) — Софья Вениаминовна Оганезова (урождённая Паперман).
Дочери — Мария (в замужестве Шкловер, род. 1970) и Дарья (в замужестве Король, род. 1980).
Племянник — Карен Кавалерян, поэт-песенник и драматург.